# Cathédrale de Mérida
La cathédrale Sainte-Marie-Majeure (nom complet en espagnol : Santa Iglesia Concatedral Metropolitana de Santa María la Mayore) est une cathédrale catholique située ans la ville de Mérida, dans la communauté autonome d'Estrémadure en Espagne. Elle partage le siège de l'archidiocèse de Mérida-Badajoz en tant que co-cathédrale avec la cathédrale de Badajoz.

## Histoire
Mérida a été fondée en 25 av. J.-C. sous le nom de Augusta Emerita, sur ordre de l'empereur Auguste, afin de protéger un passage et un pont sur le fleuve Guadiana. La ville est devenue l'une des villes les plus importantes de l'empire romain. Après la chute de l'Empire romain d'Occident, durant la période wisigothe, la ville conserva une grande partie de sa splendeur, en particulier sous la domination des évêques d'Emerita, au VIe siècle, alors qu'elle était la capitale de l'Hispanie. Le siège de l'évêché était l'église Sainte-Marie de Jérusalem.
En 713, Mérida fut conquise par l'armée musulmane sous Moussa Ibn Noçaïr, mais ce ne fut que le 28 février 1119 que le siège métropolitain des évêques fut transféré à Saint-Jacques-de-Compostelle par la bulle du pape Calixte II.
La ville est revenue sous la domination des chrétiens en 1230, lorsqu'elle a été conquise par Alphonse IX de León. La ville était alors rattachée à l'archidiocèse de Saint-Jacques-de-Compostelle. Les travaux de construction d'une chapelle dédiée à la Vierge Marie ont commencé sur les ruines de la cathédrale wisigothe.
En 1479, Don Alonso de Cárdenas, maître de l'ordre de Santiago, ordonna l'agrandissement de la chapelle dans le but d'en faire la principale église de la ville. En 1620, une bulle du pape Paul V crée le titre d'évêque titulaire de Mérida. L'évêque a été choisi parmi les prêtres de l'ordre de Santiago, qui ont choisi l'église Santa María comme siège de leur évêché.
Le 28 juillet 1994, le pape Jean-Paul II a établi l'archidiocèse de Mérida-Badajoz, en faisant de l'église Saint-Jean-Baptiste sa cathédrale métropolitaine et en co-cathédrale l'église Saint-Marie-Majeure de Mérida. 
La cathédrale est protégée au titre du patrimoine mondial dans l'ensemble archéologique de Mérida depuis 1993.

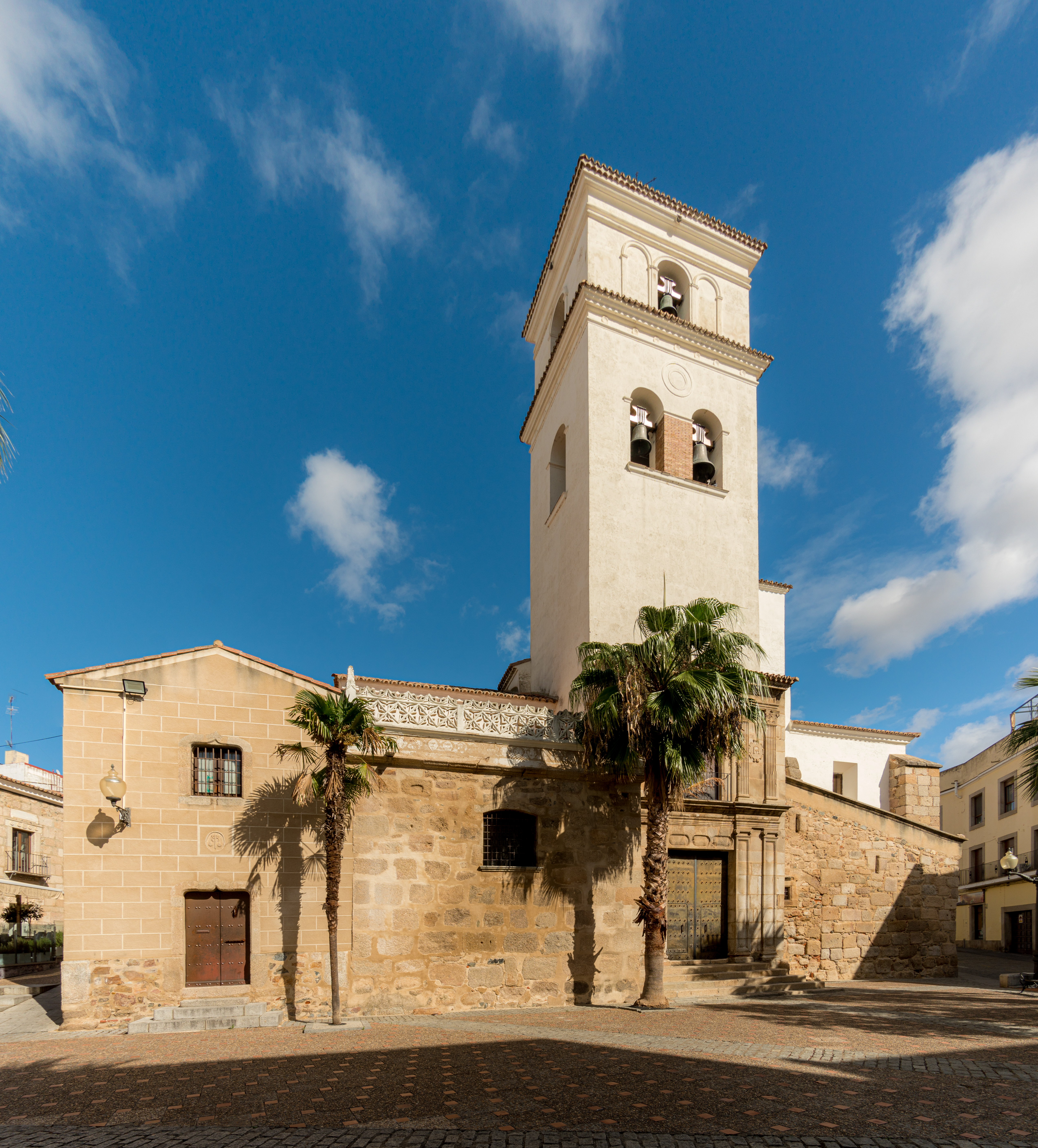
La façade latérale ouest et la tour.

## Architecture

### Extérieur
La cathédrale possède trois portes décorées. La Portada de Santa Maria, qui s'ouvre sur la Plaza de España, est constituée d'un corps avec un linteau sur lequel repose une niche voûtée, encadrée par deux colonnes à chapiteaux corinthiens, abritant une statue de Nuestra Señora de la Guía. Elle a été érigée en 1766 sur une préexistante du XVIe siècle, et commandée par Francisco Moreno de Almaraz, conquistador du Pérou. 
La Puerta del Perdón, du côté est de l'église, fait face à la Plaza de Santa Maria. Elle possède une façade néoclassique du XVIIIe siècle, œuvre de Mateo Sánchez Villaviciosa. Elle se compose de deux parties: le bas contient des doubles piliers taillés dans le style ionique et le haut, des piliers cannelés corinthiens encadrant les blasons de Mérida et de l’ordre de Santiago. Au-dessus se dresse le clocher à base carrée dans lequel se trouve une boîte à musique du XVIe siècle avec dix cloches et une horloge d'une grande valeur historique et artistique, comparable seulement en Espagne à la cathédrale de Santo Domingo de la Calzada. 
La Puerta del Norte a récemment été renforcée après des travaux de restauration de la cathédrale.

### Intérieur

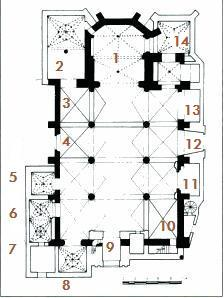
Le plan de la cathédrale.

La cathédrale est de forme rectangulaire et possède en trois nefs (la centrale est deux fois plus large que les latérales), séparées par des piliers carrés, avec une colonne détachée sur chaque face sur laquelle des arcs en ogive sont posés. 

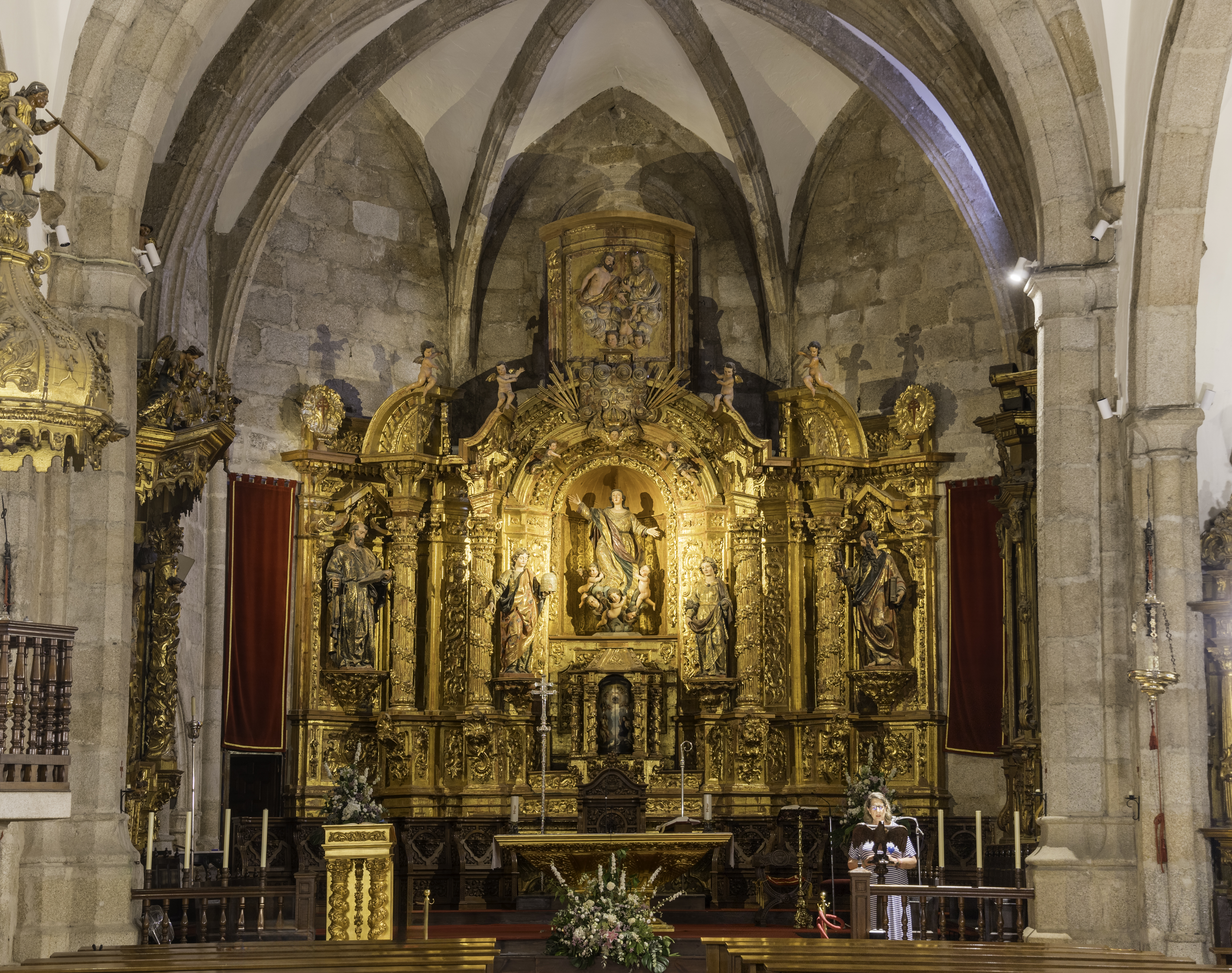
Le maître-autel.

Le maître autel se décompose de deux sections. Couvert d'une voûte de tierceron, la première est sur une base rectangulaire et la seconde sur un éventail. Des deux côtés du presbytère, sous les arcosoliums, on peut admirer les tombeaux en albâtre de Don Diego de Vera Mendoza, de l'ordre de Santiago et de son épouse Doña Marina Gomez de Figueroa. L'abside centrale est ornée d'un grand retable de 1762, dont les deux corps entourent une fenêtre du XIIIe siècle.
Parmi les chapelles absidales, la chapelle de l'Epistola, est la plus remarquable. Elle est divisée en deux sections et toutes deux couvertes de voûtes nervurées, décorées des blasons des comtes de la Roca.

## Source
- (en) Cet article est partiellement ou en totalité issu de l’article de Wikipédia en anglais intitulé « Co-cathedral of Saint Mary Major of Mérida » (voir la liste des auteurs).